# ヒルズデール・カウンティ (戦車揚陸艦)
ヒルズデール・カウンティ（USS Hillsdale County, LST-835）は、アメリカ海軍向けに建造されたLST-542級戦車揚陸艦の1隻。艦名はミシガン州ヒルズデール郡にちなみ、現在までにこの名を与えられた唯一の米軍艦である。当初の艦名はLST-835だった。

## 経歴
1944年9月6日、ペンシルバニア州アンブリッジのアメリカン・ブリッジにて起工され、1944年9月25日にはI・ラファエル夫人 (Mrs. I. Raphael) をスポンサーに迎えて進水式が行われた。1944年11月20日、ウィリアム・H・マクヘンリー中尉 (William H. McHenry) を艦長に迎えて就役する。

### 第二次世界大戦（1944年 - 1945年）
フロリダ沖での習熟航行の後、LST-835はニューオーリンズにて弾薬を積載し、12月28日に出発した。西海岸および真珠湾に寄港した後、1945年3月18日にグアムに到着した。以後の6週間、LST-835はマリアナから硫黄島に対する兵員や車両、各種物資などの輸送任務に従事した。4月25日、サイパン島から激戦が続く沖縄へと各種弾薬の輸送を行なった。以後は終戦まで太平洋のアメリカ軍駐留地域で兵員および物資の輸送に従事した。

### 1945年 - 1989年
日本降伏後の2ヶ月間、LST-835はフィリピン駐留部隊および日本への進駐軍向けの輸送任務に従事した。11月8日、名古屋を出発してサイパン島を経由して米本土に帰投した。1946年1月8日、サンフランシスコに到着。同月中にオレゴン州アストリアへ向かい、そこで退役が宣言された。
退役後は太平洋予備艦隊コロンビア川グループ (Columbia River Group, Pacific Reserve Fleet) の1隻として係留され、1955年7月1日にはヒルズデール・カウンティ（USS Hillsdale County, LST-835) と改名される。1959年10月に米海軍艦籍簿からその名が削除された。1961年4月、日本に供与され海上自衛隊のおおすみ型輸送艦しもきた (LST-4002) として就役。その後、フィリピン海軍へ再供与されカヴィテ (BRP Cavite, LT-509) として就役。1989年解体。
LST-835は第二次世界大戦における活動の為に1つの従軍星章を受章している。